# St. Stephanus (Halle)

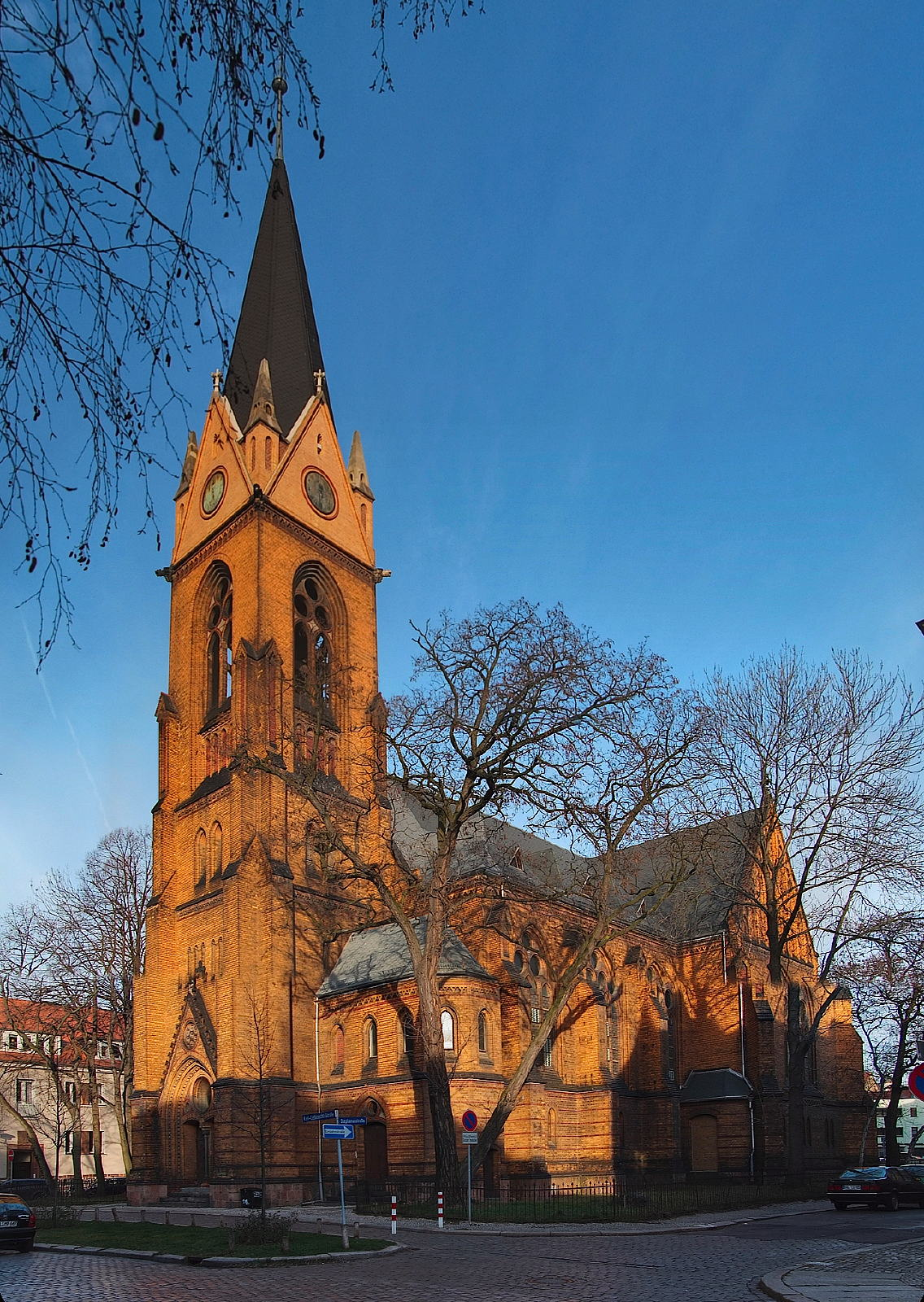
Stephanuskirche Halle (2009)

Die Kirche St. Stephanus ist eine ehemalige evangelische Kirche in Halle (Saale), sie steht unter Denkmalschutz (ID 09404772).

## Geschichte
Der Gemeindebezirk der Kirche gehörte ursprünglich zur Gemeinde der Laurentiuskirche. Mit der rasanten Bevölkerungsentwicklung der Stadt Halle während der Industrialisierung wurde die Errichtung eines zweiten Kirchengebäudes notwendig.
Der Beschluss wurde im Oktober 1882 gefasst. Die Grundsteinlegung für den Kirchenbau konnte aber erst am 28. Juni 1891 erfolgen, die Einweihung fand am 7. Dezember 1893 statt. Das Baugrundstück schenkte der Bankier L. Lehmann.
Errichtet wurde die Kirche nach Plänen des Architekten und preußischen Baubeamten Otto Kilburger, der bereits die Kirche in Nietleben sowie weitere bis heute erhaltene Bauwerke in Halle entworfen hatte.
Bis in die 2. Hälfte des 20. Jahrhunderts wurde die Kirche von der Gemeinde genutzt, 1967 folgte die Entwidmung. Das Gebäude wurde von der Martin-Luther-Universität Halle-Wittenberg (MLU) ab 1968 aufgrund eines Nutzungsvertrags als Büchermagazin genutzt und entsprechend umgestaltet: Stahlträger wurden eingezogen, um der bis heute vorhandenen Regal-Konstruktion Halt zu geben. Später erwarb die MLU das Kirchengebäude und nutzte es als Zweigstelle der Universitätsbibliothek. Dort waren rund 700.000 Bücher untergebracht.
Bei Reparaturarbeiten im März 2000 geriet der Turmhelm in Brand und stürzte auf das Dach des Langhauses. Die Nutzung als Magazin der Universitäts- und Landesbibliothek Halle endete 2014, seit August 2014 steht die Kirche leer.

## Bauwerk und Ausstattung
St. Stephanus ist eine Hallenkirche mit Westturm und Querschiff im Stil der Neugotik aus gelben Backsteinen. Sie hat ein dreischiffiges Langhaus mit Querschiff und dem im Westen gelegenen Glockenturm, in dem sich das Hauptportal befindet. Zu beiden Seiten des Turmes gibt es Treppenhäuser, die zu den Emporen führen. Das Gebäude ist gut 45 Meter lang und zirka 28 Meter breit. Der Turm erreicht eine Höhe von 61 Metern und ist markantes Wahrzeichen des Stadtteils.
Der Klinkerbau hat Strebepfeiler sowie Spitzbogenfenster mit Maßwerk, das Portal spitzbogig. er Kirchturm ist geschossweise zurückspringend gestaltet. Das Glockengeschoss hat große Spitzbogenfenster, der Turmhelm ist spitz über Giebeln mit Ecktürmchen.
Der Innenraum hat raumgreifende Emporen. Die Firma Gustav Kuntzsch aus Wernigerode schuf den Altaraufsatz, die Kanzel mit Schalldeckel und den Orgelprospekt für die von Orgelbau-Anstalt Wilhelm Rühlmann, Zörbig, gebaute Orgel.
Von den zahlreichen Ausstattungsstücken wurden bei der Profanierung der Kirche die Abendmahlsgeräte an die Laurentiuskirche, das Kruzifix an das Gemeindezentrum der Petruskirche in Wörmlitz und die Orgel an die Pauluskirche gegeben. Die vier Glocken, gegossen von Gustav Collier, erhielt die St.-Wenzel-Kirche in Radewell. Von den ursprünglich vorhandenen Fenstern sind nur noch wenige erhalten. Das Gebäude steht unter Denkmalschutz und im Denkmalverzeichnis der Stadt Halle.
Die vierstöckige Stahl-Regal-Konstruktion aus der Zeit der Nutzung als Büchermagazin und Bibliothek nimmt nahezu das gesamte Langschiff und den auf der Ostseite gelegenen Chor ein. Südlich des Chores schließt sich die Sakristei an, nördlich die Taufkapelle. Im Emporengeschoss ist die Orgelkammer ohne Orgel im Turmteil. Die Empore erstreckt sich über die Seitenschiffe bis vor ins Querschiff, wobei dort nur noch die tragenden Bögen vorhanden sind. Die hölzernen Podeste und der Boden wurden entnommen.
Über den Turm geht es in den Dachstuhl mit Blick auf das Gewölbe über dem Haupt- und Querschiff. Die Uhrenstube und der Turmhelm sind gegenwärtig nicht erreichbar.
Ausgehend von der letzten Nutzung verteilen sich zirka 1.700 Quadratmeter Nutzfläche auf die Etagen einschließlich der Regalebenen. Das Gebäude ist teilunterkellert.
Die das Kirchengebäude umgebenden Freiflächen sind mit Ziergehölzen und Bäumen bepflanzt sowie einem eisernen Staketzaun eingefriedet. Das Grundstück umfasst 1.982 Quadratmeter.

## Orgel
Die Orgel wurde 1893 (Orgelwerk) von den Orgelbauern Gebr. Rühlmann (Zörbig) erbaut. Ursprünglich besaß die Orgel drei Manuale und 30 Register. 1941 wurde das Instrument von Alexander Schuke Potsdam Orgelbau umgebaut und auf 39 Register erweitert. Das Orgelwerk wurde 1967 ausgebaut und erklang bis 2018 in der Pauluskirche (Halle) hinter dem dort vorhandenen Orgelprospekt von 1903. 2018 wurde die Orgel dort abgebrochen und bis 2024 durch einen Neubau unter Wiederverwendung von Teilen des Pfeifenmaterials ersetzt.

## Jüngere Vergangenheit
Das Land Sachsen-Anhalt hatte die Absicht, das Kirchengebäude zu verkaufen, und eine Auktion gestartet, die am 20. Februar 2023 (11 Uhr) endete. Das Mindestgebot für Bauwerk und Grundstück betrug 335.000 Euro.